# Erica blandfordii
Erica blandfordii är en ljungväxtart som beskrevs av Gábor Gabriel Andreánszky. Erica blandfordii ingår i släktet klockljungssläktet, och familjen ljungväxter. Inga underarter finns listade i Catalogue of Life.